# Dugo Selo
Dugo Selo (magyar nyelven Dugoszelo) város és község Horvátországban Zágráb megyében. Közigazgatásilag Andrilovec, Donje Dvorišće, Kopčevec, Kozinščak, Leprovica, Lukarišće, Mala Ostrna, Prozorje, Puhovo és Velika Ostrna tartozik hozzá.

## Fekvése
Zágrábtól 20 km-re keletre, a központjától északra emelkedő Márton-hegy lejtőin fekszik. A várost átszeli a Zágrábot Kaproncával összekötő 41-es főút.

## Története
Az első írásos nyoma a város területén zajló életnek 1209-ben, II. András király adománylevelében található, ahol"etiam terram santci Martini" alakban említést tesz Szent Márton földjéről, melyet a templomos lovagrendnek adományozott. A város területe ettől fogva a templomosok, majd a 14. századtól johanniták bozsjákói uradalmához tartozott. A johanniták távozása után a birtok a vránai perjel uralma alá került. 1573-ban Tahy Ferenc birtoka lett. 1591-ben a török támadás következtében Dugo Selo is súlyos károkat szenvedett. 1592-ben Tahy a birtokot lánytestvérének és sógorának Jankovich Ferencnek zálogosította el. 1597-ben tőlük erővel vette el Zrínyi György királyi tárnokmester és egészen 1671-ig Zrínyi Péter haláláig a család kezén maradt. Ekkor hűtlenség címén a kincstáré lett, majd 1686-ban I. Lipót király Draskovich Jánosnak és feleségének Nádasdy Máriának adta és ezután végig a Draskovichok birtoka maradt.
A város neve, mely hosszú falut jelent csak 1566-ban, illetve 1622-ben jelenik meg először. Az első vonat 1870-ben gördült be a településre. Önkéntes tűzoltó egyletét 1893-ban alapították. 1900-ban felépült az új plébániatemplom. Dugo Selo 1850-től 1955 augusztusáig járási székhely volt. A járás területe akkor magában foglalta a későbbi Brckovljani, Dugo Selo, Oborovo és Posavski Bregi községek területét. A városnak 1857-ben 603, 1910-ben 1714 lakosa volt. Trianonig Zágráb vármegye Dugoseloi járásának székhelye volt. Első sportegyesületét a DŠK labdarúgóklubot 1923-ban alapították. Az elektromos áramot 1934-ben vezették be a településre. A második világháború az akkori Jugoszláviában 1941. április 6-án Dugo Selo vasútállomásának bombázásával kezdődött, ez időben megelőzte a Belgrád elleni támadást is. A vízvezeték hálózat 1962-ben épült meg, 1966-ban pedig a gázvezeték hálózat is kiépült. A honvédő háború idején már 1990-ben megalakult Dugo Selo első önkéntes egysége. Lakói később is nagy számban vettek részt a horvát fegyveres erőkben. 1997-től az újonnan alapított Dugo Selo község központi települése lett. 1959-től hivatalosan is városi jellegű település, 1997-ben pedig városi rangot kapott. 2001-ben 8880 lakosa volt.

## Lakosság
| Lakosság változása | Lakosság változása | Lakosság változása | Lakosság változása | Lakosság változása | Lakosság változása | Lakosság változása | Lakosság változása | Lakosság változása | Lakosság változása | Lakosság változása | Lakosság változása | Lakosság változása | Lakosság változása | Lakosság változása |
| ------------------ | ------------------ | ------------------ | ------------------ | ------------------ | ------------------ | ------------------ | ------------------ | ------------------ | ------------------ | ------------------ | ------------------ | ------------------ | ------------------ | ------------------ |
| 1857               | 1869               | 1880               | 1890               | 1900               | 1910               | 1921               | 1931               | 1948               | 1953               | 1961               | 1971               | 1981               | 1991               | 2001               |
| 603                | 679                | 752                | 1060               | 1409               | 1714               | 1642               | 1814               | 1813               | 2074               | 2830               | 3848               | 5471               | 6508               | 8880               |

## Nevezetességei

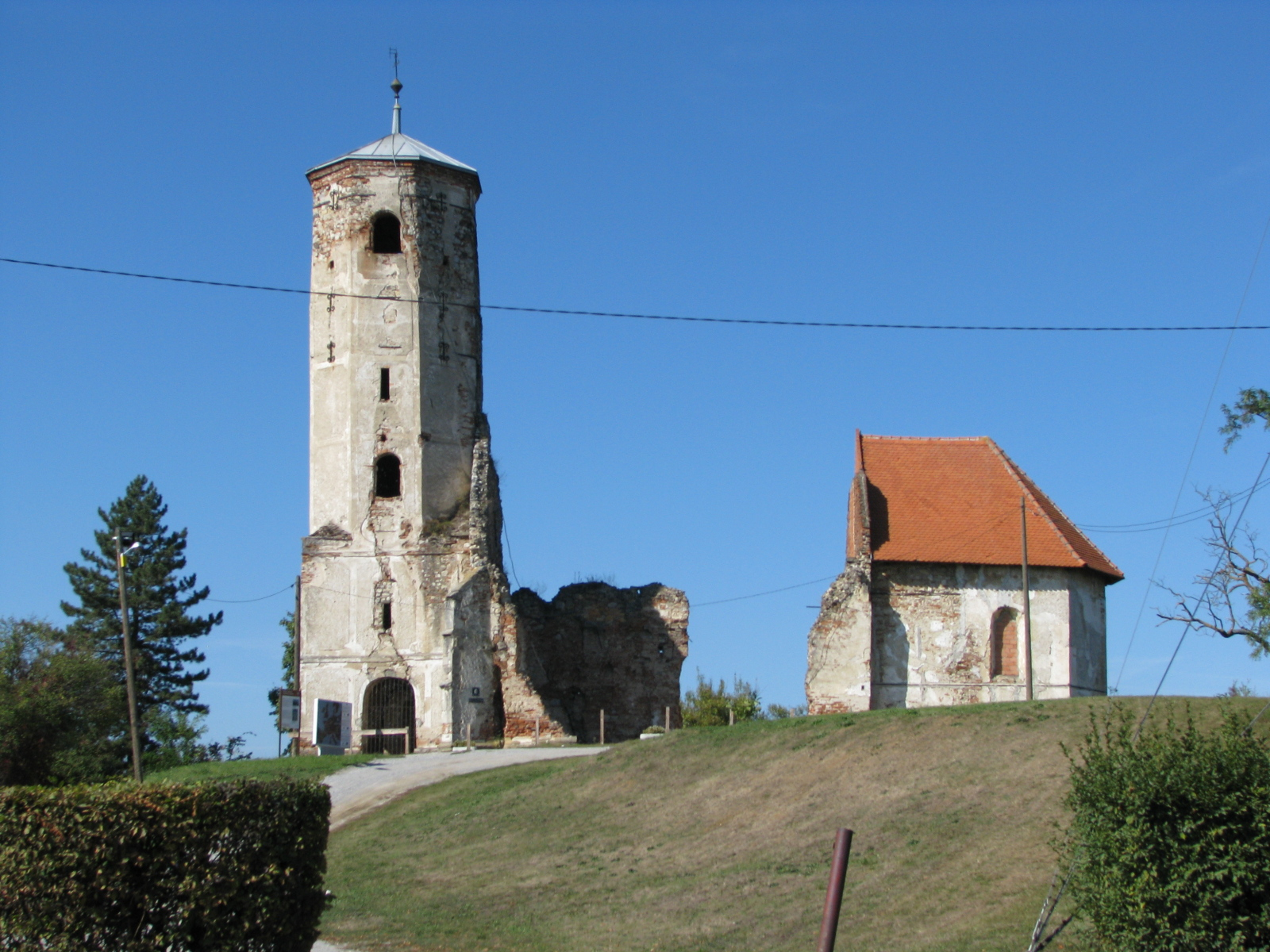
A középkori Szent Márton templom maradványai

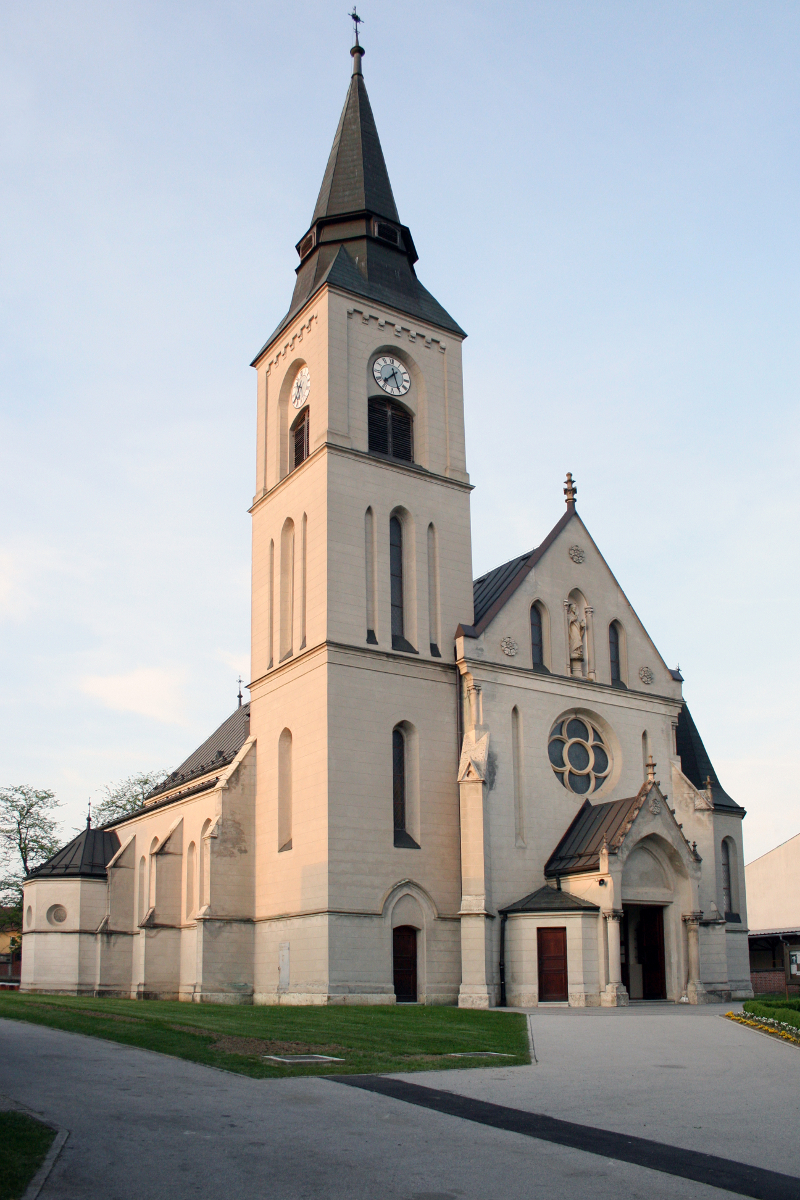
A Szent Márton plébániatemplom

- A Márton-hegyen található Szent Márton tiszteletére szentelt középkori templomának maradványai[3] egyike az ország legrégibb műemlékeinek. A templom 1209-ben már állt, majd később gótikus és barokk stílusban építették át. Ez volt a város régi plébániatemploma, melyet az új templom felépülte után elhagytak. A kommunista hatóságok gondatlansága következtében állapota annyira leromlott, hogy az 1960-as évekre romos lett. Mai állapotában is romokban áll, csak a torony és a szentély áll még belőle. Folyamatban levő régészeti feltárása a templom történetének számos kérdésére adhat majd választ. A templom előtt áll Josip Cikač szobrászművész alkotása, Szent Márton fából faragott szobra. Dugo Selo a franciaországi Toursból induló Szent Márton út egyik állomása.
- A Draskovich-kastély maradványai a Drasković-kertben találhatók. A kert a kastélyt körülvevő egykori díszpark maradványa, még ma is gazdag növényvilággal. Magából a kastélyból mára csak egy torony, a kút és a mai bíróság százéves épülete áll.
- A város központjában fekvő Ferenčakova utcában néhány tradicionális népi építésű, fából készített ház látható.
- Szent Márton tiszteletére szentelt plébániatemploma 1900-ban épült Hermann Bollé tervei szerint neogótikus stílusban.
- Értékes az a néhány ezer darabból álló, népviseleteket és tárgyakat tartalmazó néprajzi gyűjtemény, mely Krešimir Fotović tulajdonában van.
- A város központjában a posta épülete előtt áll a honvédő háború hőseinek emlékműve.

## Külső hivatkozások
- Dugo Selo város hivatalos oldala
- Nemhivatalos oldal
- A város információs portálja
- Független portál Archiválva 2011. november 23-i dátummal a Wayback Machine-ben